# Fynske Livregiment
Fynske Livregiment (dobesedno slovensko Funenski telesni polk) je bil pehotni polk Kraljeve danske kopenske vojske.

## Zgodovina
Polk je bil ustanovljen leta 1614 kot Fynske Fenle Knægte af Jydske Regiment Landsfolk; leta 1961 se je preimenoval v Fynske Livregiment. Leta 1991 je polk prenehal obstajati, ko se je združil s Slesvigske Fodregiment.